# Wisła Wielka

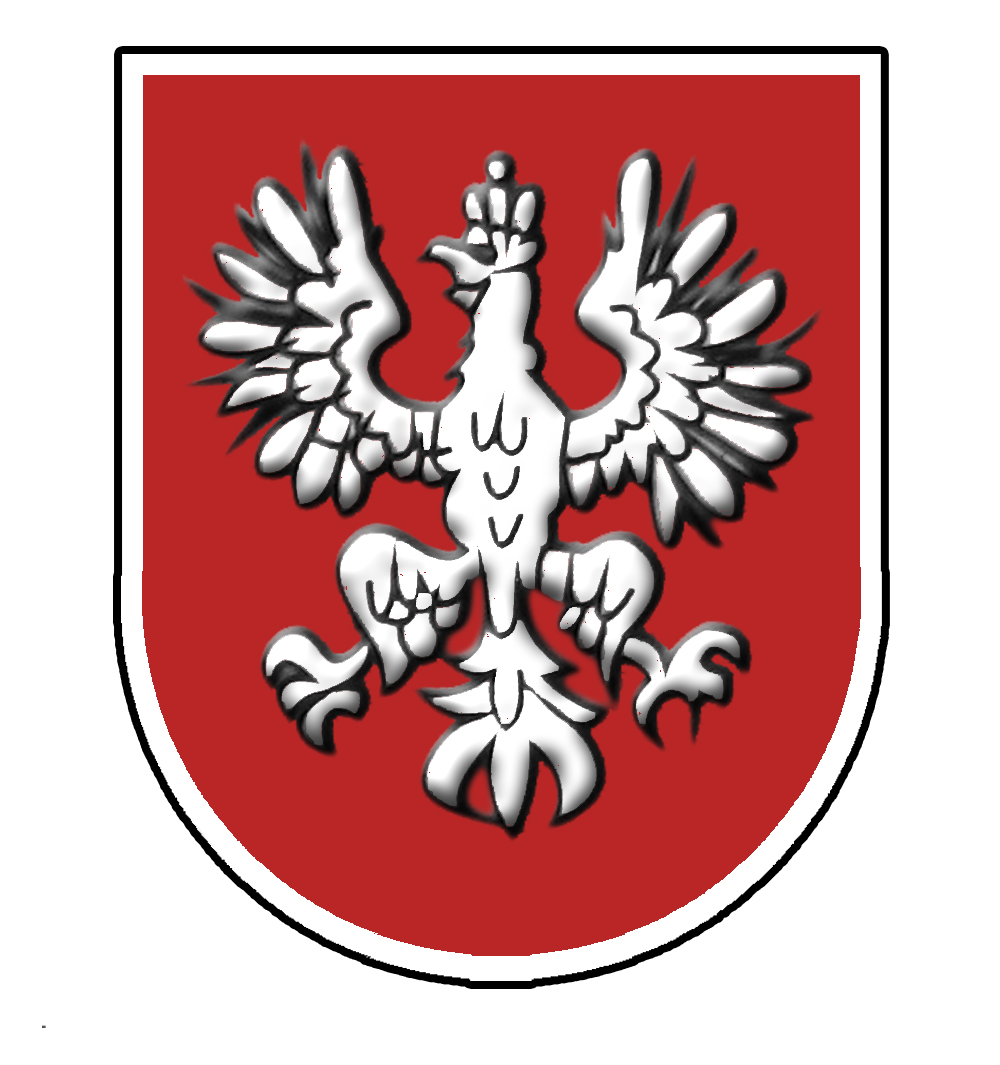
Nieoficjalny herb wsi Wisła Wielka

Wisła Wielka (niem. Groß Weichsel, wcześniej Polnisch Weichsel) – wieś w Polsce położona w województwie śląskim, w powiecie pszczyńskim, w gminie Pszczyna. Powierzchnia 9,2 km², 2348 mieszkańców.
W latach 1973–75 w gminie Wisła Wielka. W latach 1975–77 dzielnica Pszczyny. Od 1 lutego 1977 w gminie Pszczyna.
Na południe od wsi znajduje się Jezioro Goczałkowickie. Od północy Wisła Wielka graniczy ze zbiornikiem Łąka, który jest zbiornikiem przeznaczonym m.in. do sportów wodnych i rekreacji. W Wiśle Wielkiej znajdują się również dwa kampusy harcerskie.

## Nazwa
Nazwa miejscowości pochodzi od rzeki Wisły i po raz pierwszy zanotowana została po łacinie jako Vizla. W alfabetycznym spisie miejscowości z terenu Śląska wydanym w 1830 roku we Wrocławiu przez Johanna Knie wieś występuje pod dwiema nazwami: niemiecką Polnisch Weichsel oraz nazwą w gwarze śląskiej – Polskowisła.

## Części wsi
| SIMC    | Nazwa                  | Rodzaj    |
| ------- | ---------------------- | --------- |
| 0942245 | Brzozów                | część wsi |
| 0220776 | Kolonia Przesiedleńców | część wsi |

## Historia
Miejscowość została po raz pierwszy wzmiankowana w dokumencie protekcyjnym biskupa wrocławskiego Wawrzyńca z dnia 25 maja 1223 roku wydanym na prośbę księcia opolsko-raciborskiego Kazimierza dla klasztoru premonstrantek w Rybniku, w którym to wymieniono około 30 miejscowości mających im płacić dziesięcinę. Pośród 14 miejscowości kasztelanii cieszyńskiej wymieniona jest również Vizla. Około 1290 roku najpewniej na rzece Wiśle została ustanowiona granica pomiędzy nowym Księstwem Cieszyńskim a księstwem raciborskim, pozostawiając Wisłę po stronie raciborskiej. W 1327 książę raciborski Leszek złożył hołd lenny królowi czeskiemu, odtąd również okręg pszczyński i Wisła Wielka pozostawały w granicach Królestwa Czech.
W następnym stuleciach ujawniają się już dwie miejscowości o nazwie Wisła. Jako pierwsza ujawniła się Wisła Niemiecka, w spisie świętopietrza z 1326 roku. Prawdopodobnie w drugiej połowie XIV wieku we wschodniej części wsi nastąpiła ponowna jej lokacja, na prawie polskim. Stąd w następnych wieku, w 1424 lub 1427 ujawniła się Wisła Polska, a więc obecna Wisła Wielka. Dokładnie 13 września 1427 Helena Korybutówna, księżna raciborska i pani na Pszczynie, sprzedała dwór w Wiśle Polskiej wraz z 14 prętami roli, łąkami, pastwiskami i innymi przynależnościami Andrzejowi Jałowcowi ze Strumienia. Rozróżnienie Wisły Niemieckiej od Polskiej wiązało się zapewne z tym, że ta pierwsza funkcjonowała na prawie niemieckim a druga urządzona była według polskiego prawa osadniczego. Ponadto odróżniało je to, że Wisła Niemiecka była wsią szlachecką, kiedy Polska Wisła stanowiła własność panów na Pszczynie. W dokumencie sprzedaży okręgu pszczyńskiego przez księcia cieszyńskiego Kazimierza II Aleksemu Thurzo z 1517 wes Wisla Polska wymieniona została wśród 50 wsi komory pszczyńskiej.
W 1742 po zwycięskiej I wojnie śląskiej Prusy zaanektowały większość Śląska, w tym Wisłę Polską, a nowa granica prusko-austriacka przebiegała na południu wsi wzdłuż rzeki Wisły. W 1 poł. XIX wieku swój majątek posiadał w Brzozowie polski szlachcic, uczestnik powstania listopadowego i podróżnik Władysław Wężyk. Zmarł podczas epidemii tyfusu w założonym przez siebie szpitalu w oficynie swojego dworku 15 lutego 1848.
Własną szkołę tutejsza miejscowość posiadała od 1880 roku. W 1864 zbudowano kaplicę, którą rozbudowano do rozmiarów kościoła w roku 1884. W 1924 wioska oderwała się od starej parafii Matki Bożej Szkaplerznej w Brzeźcach i utworzyła własną parafię pw. Trójcy Przenajświętszej.
Zmiana nazwy wsi na Wisłę Wielką nastąpiła u schyłku XIX wieku, w dobie administracji pruskiej. Z nastaniem II Rzeczypospolitej nie wrócono do dawnej nazwy, ale dla równowagi sąsiednią Wisłę Niemiecką nazwano Wisłą Małą.
3 września 1939 niemiecki Freikorps rozstrzelał tutaj Karola Mrzyka (lat 29), Józefa Silbersteina (lat 53), Kurta Silbersteina (lat 20), Rutę Silberstein (lat 20).
Południowe skrawki Wisły Wielkiej zostały w 1955 r. zalane wodami Jeziora Goczałkowickiego.
W latach 1945–1954 i 1973-1975 miejscowość była siedzibą gminy Wisła Wielka. W latach 1975–1998 miejscowość administracyjnie należała do województwa katowickiego.

## Zabytki
We wsi znajduje się zabytkowy kościół pw św. Trójcy z XIX wieku.

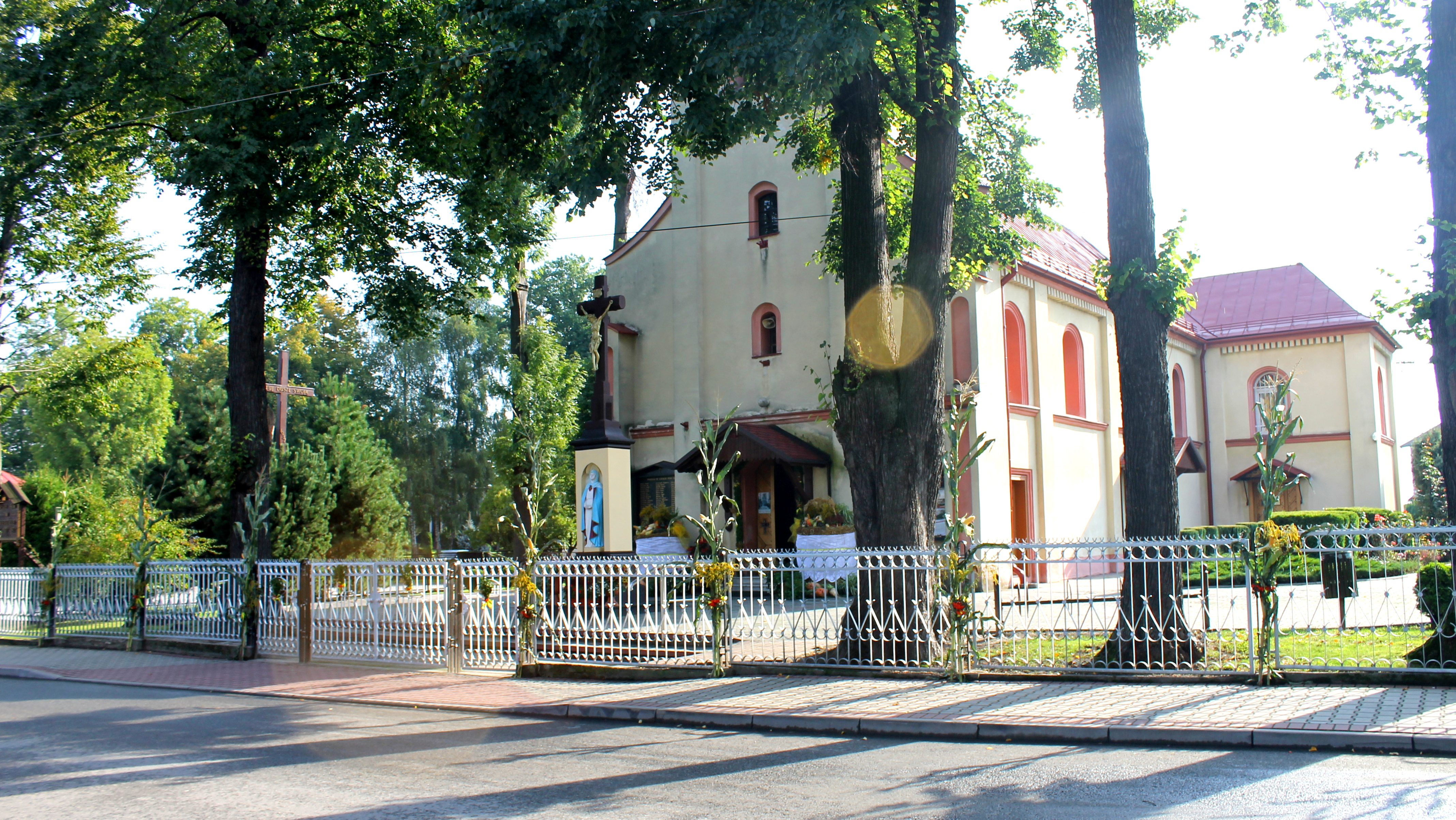
Kościół pw. Świętej Trójcy
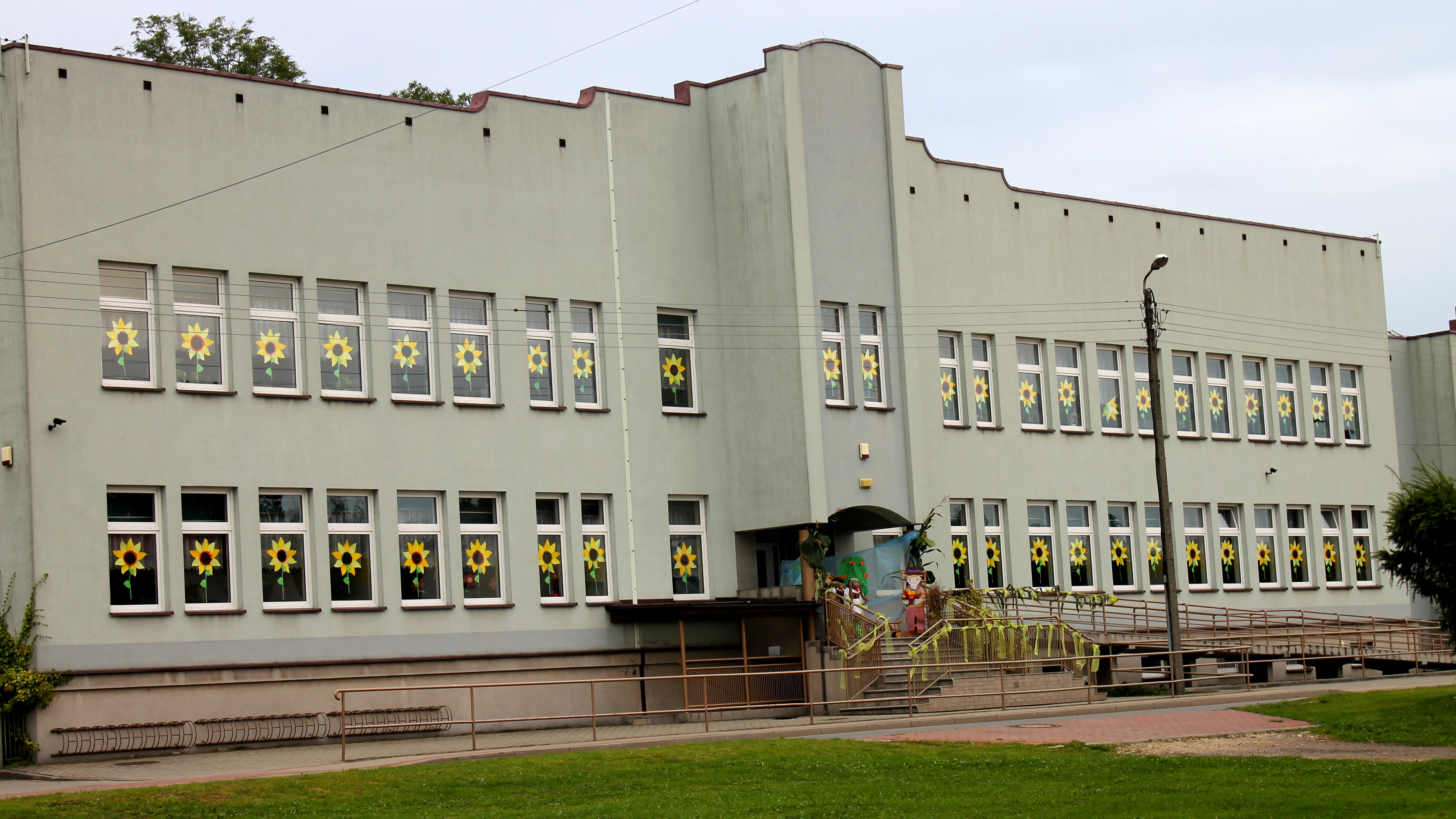
Szkoła Podstawowa

## Sport
W miejscowości działa klub sportowy LKS Wisła Wielka założony w 1950 roku przez czwórkę zapalonych działaczy sportowych: Aleksandra Skorupkę, Antoniego Wuzika, Aleksego Kuźnika i Ludwika Żemłę.
W sezonie 2018/2019 klub wygrał rozgrywki na szczeblu "A" klasy i awansował do klasy "okręgowej"